# Springtamarin
Springtamarin (Callimico goeldii), også kaldet Goeldis abe eller Goeldis marmoset, er en lille sydamerikansk vestabe, der lever i den øvre del af Amazonområdet i Bolivia, Brazil, Colombia, Ecuador, og Peru.  Det er den eneste art, der er klassificeret i slægten Callimico, og aberne bliver undertiden kaldet for "callimicos".
Navnet "Goeldis marmoset" kommer af den schweiziske naturforsker Émil August Goeldi (1859–1917).

## Galleri
- Springtamarin på Universeum i Göteborg.
- Springtamarin der spiser en sommerfugl.